# Julian Pollersbeck
Julian Pollersbeck, né le 16 août 1994 à Altötting en Allemagne, est un footballeur allemand qui évolue au poste de gardien de but au SSV Jahn Ratisbonne.

## Biographie

### En club

#### Débuts et formation
Julian Pollersbeck commence le football à Emmerting avant d'intégrer les catégories de jeunes du Wacker Burghausen. En 2013, il est recruté par le FC Kaiserslautern réputé pour son académie de gardiens de but sous la responsabilité de Gerald Ehrmann.

#### FC Kaiserslautern
Arrivé à Kaiserslautern, il intègre directement l'équipe réserve qui évolue en Regionalliga. Après trois saisons concluantes en réserve, il est promu pour l'exercice 2016-2017 deuxième gardien en 2. Bundesliga derrière André Weis.
Le 11 septembre 2016, il dispute son premier match professionnel face à Sandhausen en entrant en jeu à la 74e minute à la suite de l'exclusion d'André Weis. Depuis, son entraîneur Tayfun Korkut lui gardera sa confiance.

#### Hambourg SV (2017-2020)
Le 25 juin 2017, il s'engage pour quatre ans avec le Hambourg SV. En trois ans, il dispute cinquante-et-une rencontres sous le maillot hambourgeois, la majorité en deuxième division allemande.

#### Olympique lyonnais (2020-2023)
Le 18 septembre 2020, il signe un contrat de quatre ans avec l'Olympique lyonnais. Il faut attendre le 6 mars 2021 et une victoire 5-2 contre le FC Sochaux-Montbéliard en Coupe de France pour voir Julian Pollersbeck faire ses débuts sous le maillot lyonnais.
Le 3 octobre 2021, lors du derby contre l’AS Saint-Étienne, il fait ses débuts en Ligue 1 à la suite de l'exclusion d'Anthony Lopes.

#### FC Lorient (2023)
Le 31 janvier 2023, le dernier jour du mercato, Julian Pollersbeck s’engage avec le FC Lorient sous la forme d’un prêt, sans option d’achat. L’Allemand est prêté jusqu’au 30 juin 2023.

### En sélection

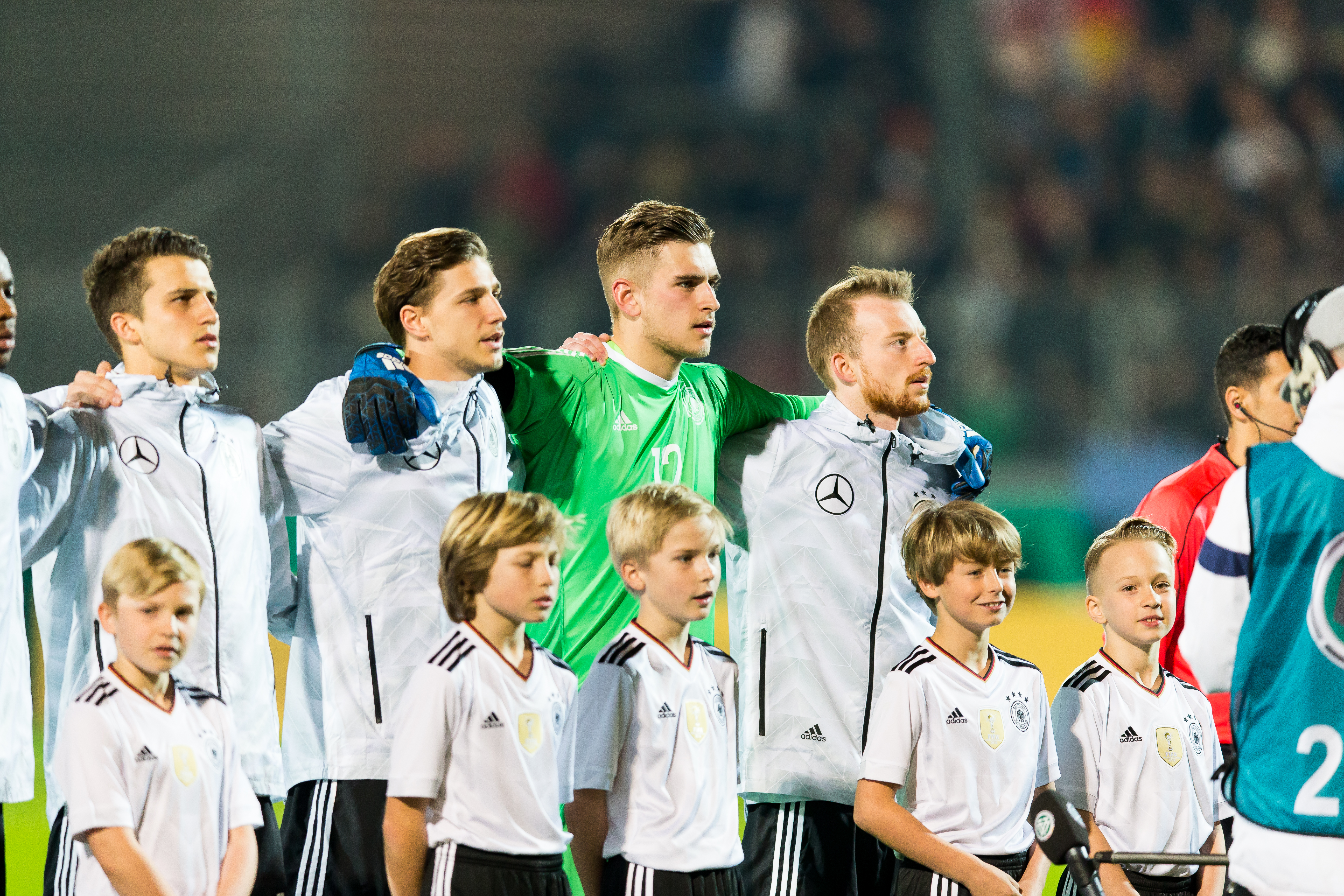
Julian Pollersbeck (en vert) avec l'équipe d'Allemagne espoirs.

Julian Pollersbeck est sélectionné pour la première fois en équipe d'Allemagne espoirs pour un match de qualification contre l'Autriche.
Il dispute son premier match avec les espoirs le 10 novembre 2016 contre la Turquie en match amical.

## Statistiques
| Saison                | Club                  | Championnat           | Championnat | Championnat | Championnat | Coupe(s) nationale(s) | Coupe(s) nationale(s) | Coupe(s) nationale(s) | Compétition(s) continentale(s) | Compétition(s) continentale(s) | Compétition(s) continentale(s) | Compétition(s) continentale(s) | Total | Total | Total |
| Saison                | Club                  | Division              | M.          | B.          | P.d.        | M.                    | B.                    | P.d.                  | Comp.                          | M.                             | B.                             | P.d.                           | M.    | B.    | P.d.  |
| 2016-2017             | 1. FC Kaiserslautern  | 2. Bundesliga         | 31          | 0           | 0           | -                     | -                     | -                     | -                              | -                              | -                              | -                              | 31    | 0     | 0     |
| 2017-2018             | Hambourg SV           | Bundesliga            | 10          | 0           | 0           | -                     | -                     | -                     | -                              | -                              | -                              | -                              | 10    | 0     | 0     |
| 2018-2019             | Hambourg SV           | 2. Bundesliga         | 31          | 0           | 0           | 4                     | 0                     | 0                     | -                              | -                              | -                              | -                              | 35    | 0     | 0     |
| 2019-2020             | Hambourg SV           | 2. Bundesliga         | 6           | 0           | 0           | -                     | -                     | -                     | -                              | -                              | -                              | -                              | 6     | 0     | 0     |
| Sous-total            | Sous-total            | Sous-total            | 47          | 0           | 0           | 4                     | 0                     | 0                     | -                              | 0                              | 0                              | 0                              | 51    | 0     | 0     |
| 2020-2021             | Olympique lyonnais    | Ligue 1               | -           | -           | -           | 3                     | 0                     | 0                     | -                              | -                              | -                              | -                              | 3     | 0     | 0     |
| 2021-2022             | Olympique lyonnais    | Ligue 1               | 6           | 0           | 0           | -                     | -                     | -                     | C3                             | 2                              | 0                              | 0                              | 8     | 0     | 0     |
| Sous-total            | Sous-total            | Sous-total            | 6           | 0           | 0           | 3                     | 0                     | 0                     | -                              | 2                              | 0                              | 0                              | 11    | 0     | 0     |
| 2022-2023             | FC Lorient (prêt)     | Ligue 1               | -           | -           | -           | -                     | -                     | -                     | -                              | -                              | -                              | -                              | 0     | 0     | 0     |
| 2023-2024             | 1. FC Magdebourg      | 2. Bundesliga         | -           | -           | -           | -                     | -                     | -                     | -                              | -                              | -                              | -                              | 0     | 0     | 0     |
| 2024-2025             | SSV Jahn Ratisbonne   | 2. Bundesliga         | 10          | 0           | 0           | -                     | -                     | -                     | -                              | -                              | -                              | -                              | 10    | 0     | 0     |
| 2025-2026             | SSV Jahn Ratisbonne   | 3. Liga               | -           | -           | -           | -                     | -                     | -                     | -                              | -                              | -                              | -                              | 0     | 0     | 0     |
| Sous-total            | Sous-total            | Sous-total            | 10          | 0           | 0           | 0                     | 0                     | 0                     | -                              | 0                              | 0                              | 0                              | 10    | 0     | 0     |
| Total sur la carrière | Total sur la carrière | Total sur la carrière | 94          | 0           | 0           | 7                     | 0                     | 0                     | -                              | 2                              | 0                              | 0                              | 103   | 0     | 0     |

## Palmarès
Allemagne espoirs
- Vainqueur de l'Euro espoirs 2017.